# Giovanni Franzoni (narciarz)
Giovanni Franzoni (ur. 30 marca 2001) – włoski narciarz alpejski, wielokrotny medalista mistrzostw świata juniorów.

## Kariera
Po raz pierwszy na arenie międzynarodowej pojawił się 14 listopada 2017 roku w Sulden, gdzie w zawodach juniorskich zajął 41. miejsce w slalomie. W 2020 roku wystartował na mistrzostwach świata juniorów w Narwiku, zajmując piąte miejsce w supergigancie i trzynaste w zjeździe. Podczas mistrzostw świata juniorów w Bansku rok później wywalczył złoty medal w supergigancie i srebrny w gigancie. Ponadto na mistrzostwach świata juniorów w Panoramie w 2022 roku zwyciężył w zjeździe i kombinacji, a w supergigancie był drugi.
W zawodach Pucharu Świata zadebiutował 20 grudnia 2020 roku w Alta Badia, gdzie nie zakwalifikował się do pierwszego przejazdu giganta. Pierwsze pucharowe punkty wywalczył 8 stycznia 2022 roku w Adelboden, zajmując 24. miejsce w tej samej konkurencji.
Na mistrzostwach świata w Cortina d’Ampezzo w 2021 roku zajął 23. miejsce w superkombinacji i 14. miejsce w gigancie.

## Osiągnięcia

### Mistrzostwa świata
| Miejsce | Dzień     | Rok  | Miejscowość       | Konkurencja       | Czas biegu | Strata | Zwycięzca      |
| ------- | --------- | ---- | ----------------- | ----------------- | ---------- | ------ | -------------- |
| 23.     | 15 lutego | 2021 | Cortina d’Ampezzo | Superkombinacja   | 2:05,86    | +23,02 | Marco Schwarz  |
| DNF     | 16 lutego | 2021 | Cortina d’Ampezzo | Gigant równoległy | -          | -      | Mathieu Faivre |
| 14.     | 19 lutego | 2021 | Cortina d’Ampezzo | Gigant            | 2:05,86    | +3,94  | Mathieu Faivre |

### Mistrzostwa świata juniorów
| Miejsce | Dzień   | Rok  | Miejscowość | Konkurencja | Czas biegu | Strata | Zwycięzca             |
| ------- | ------- | ---- | ----------- | ----------- | ---------- | ------ | --------------------- |
| 13.     | 7 marca | 2020 | Narwik      | Zjazd       | 1:02,38    | +0,84  | Alexis Monney         |
| 5.      | 8 marca | 2020 | Narwik      | Supergigant | 1:06,47    | +0,83  | Stefan Rieser         |
| 1.      | 3 marca | 2021 | Bansko      | Supergigant | 49,70      | –      | –                     |
| 2.      | 4 marca | 2021 | Bansko      | Gigant      | 1:45,33    | +0,72  | Lukas Feurstein       |
| DNF1    | 5 marca | 2021 | Bansko      | Slalom      | 1:40,36    | -      | Benjamin Ritchie      |
| 1.      | 4 marca | 2022 | Panorama    | Zjazd       | 1:25,56    | –      | –                     |
| 3.      | 4 marca | 2022 | Panorama    | Supergigant | 1:06,57    | +0,41  | Isaiah Nelson         |
| 1.      | 6 marca | 2022 | Panorama    | Kombinacja  | 2:02,88    | –      | –                     |
| 5.      | 8 marca | 2022 | Panorama    | Gigant      | 2:39,24    | +1,25  | Alexander Steen Olsen |

### Puchar Świata

#### Miejsca w klasyfikacji generalnej
- sezon 2020/2021: -
- sezon 2021/2022: 138.

#### Miejsca na podium w zawodach
Franzoni nie stanął na podium indywidualnych zawodów PŚ.